# Marie de Miramion

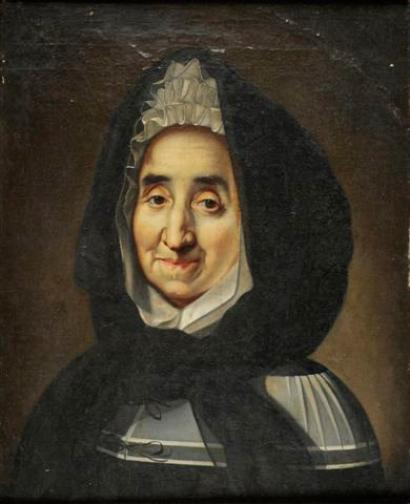
Mutmaßliches Porträt von Madame de Miramion, François Jouvenet zugeschrieben, 1693

Marie Bonneau de Rubelles, Dame de Miramion, auch  Marie Beauharnais de Miramion oder Madame de Miramoin, (* 2. November 1629 in Paris; † 24. März 1696 ebenda) war eine französische Adlige und Wohltäterin.

## Leben
Marie Bonneau de Rubelles war die Tochter von Jacques Bonneau, dem Seigneur von Rubelles, und von Marie d’Ivry. Ihr Vater war ein Kontrolleur der Gabelle und ihr Onkel Thomas Bonneau war der Fermier général der Gabelle. Die Familie war extrem reich. Am 26. März 1645 wurde sie mit Jacques de Beauharnais, Seigneur von Miramion und Rat im Parlement, vermählt.
Am 2. November 1645 verliert Miramion ihren Mann weniger als acht Monate nach ihrer Hochzeit, während sie selbst im vierten und fünften Monat schwanger ist. Am 7. März 1646 bringt sie nach einer schweren Geburt eine Tochter, Marguerite (die spätere Madame de Nesmond), zur Welt. Im Jahr 1647 erkrankt sie an den Pocken. Sie übersteht die Krankheit im Wesentlichen. Im gleichen Jahr verliert sie ihre eigenen Eltern. So ist sie Ende 1647 Waise, verwitwet und Mutter eines kleinen Mädchens, aber mit einer Erbschaft von 1,2 Millionen Livres tournois außerordentlich reich. Sie weigert sich, sich wiederzuverheiraten und wendet sich auch auf Rat ihres Beichtvaters einem religiösen Leben zu.

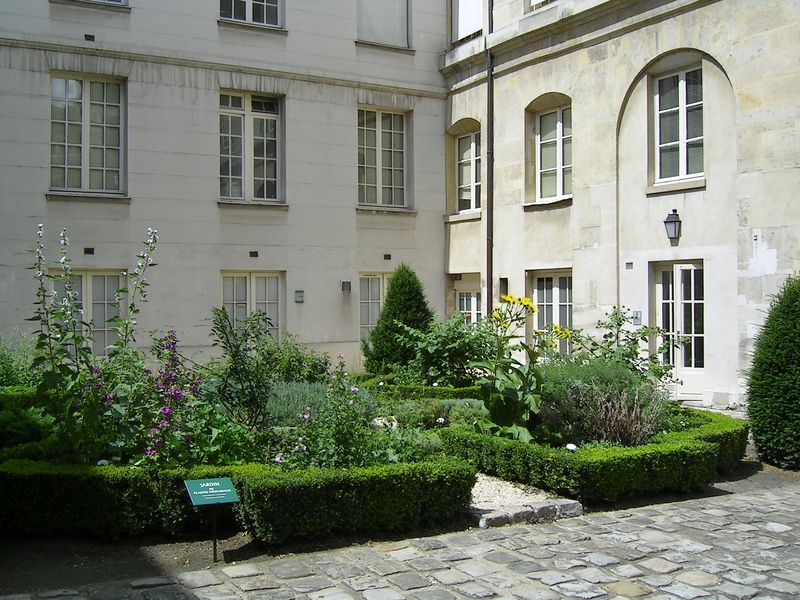
Heilpflanzengarten im Innenhof des Hôtel de Miramion, 2007

Am 2. Februar 1649 legt sie ein Keuschheitsgelübde ab und erneuert es zu Weihnachten desselben Jahres. Sie wendet sich, wie viele andere Frauen im Paris des 17. Jahrhunderts karitativer Arbeit zu, zunächst als Mitglied der Confrérie des Dames de la Charité, der „Bruderschaft der Damen der christlichen Liebe“ in den Einrichtungen von Vinzenz von Paul und Louise de Marillac. Sie steht auch der geheimen Compagnie du Saint-Sacrement („Gesellschaft vom Allerheiligsten“), deren sehr konkreter Einsatz von Ressourcen ihr naheliegt.
1660/61 bezieht sie mit 28 Nonnen, die aus der Picardie geflohen waren, ein Haus zum gemeinsamen Leben. 1662 gründet sie die Filles de la Sainte Famille, die Töchter der Heiligen Familie, die sich der Pflege der Kranken und der Erziehung armer Mädchen widmet. Später (1665) geht die Gemeinschaft mit den vergleichbaren Filles de Sainte Geneviève, den Töchtern der Heiligen Genovefa, zusammen. Die Gemeinschaft verbreitet sich in Amiens und La Ferté-sous-Jouarre, in der Diözese Meaux, deren Bischof Jacques Bénigne Bossuet ist. Die in der Gemeinschaft praktizierte Nächstenliebe ist tolerant und offen. Eine dem Klosterleben vergleichbares Gelübde oder Abgeschlossenheit gibt es nicht; man kann die Gemeinschaft auch jederzeit verlassen.
1668 wird die Gemeinschaft durch den Päpstlichen Legat, den Kardinal von Vendôme, bestätigt.
Obwohl sie für sich auch weiter mit dem Gedanken eines zurückgezogenen, klösterlichen Leben spielt, wirkt sie mit Unternehmergeist und betriebswirtschaftlicher Effizienz in eigenen, von ihr finanzierten Einrichtungen:

„[Madam de Miramion gründete]  mehr als hundert Schulen zum Schutz und zur Erziehung von Mädchen und armen Frauen; sie schuf Exerzitien zur geistigen Erbauung, aber auch zur Gesundheit und Erholung armer oder bürgerlicher Frauen. Sie bildete Krankenschwestern aus, die das Ankleiden und Verabreichen von Medikamenten lernten, und überwachte den Aufbau und Betrieb von medizinischen Kliniken. Sie übernahm die Verwaltung von Krankenhäusern für Bedürftige; sie reformierte die Regelungen verschiedener karitativer Einrichtungen; sie kämpfte gegen den Hunger und die Kälte der Mittellosen, indem sie die Verteilung von Suppenküchen und Kleidung organisierte; schließlich sorgte sie durch all diese Aktivitäten für die Verbreitung und Homogenisierung des Glaubens. Madame de Miramion hatte, daran kann niemand zweifeln, eine besondere Gabe für alles, was mit institutioneller Verwaltung zu tun hatte. Wie sie selbst sagte: «Mon esprit aime naturellement à entreprendre et à faire beaucoup»“

Im Jahr 1675 kaufte Miramion ein großes Stadtanwesen am Quai de la Tournelle gegenüber der Île Saint-Louis. Im sogenannten Hôtel de Miarmion war zunächst eine ihrer Schulen, später dann die zentrale Krankenhausapotheke für Paris und von 1934 bis 2012 das Krankenhausmuseum von Paris (Musée de l’Assistance Publique – Hôpitaux de Paris) beheimatet. Ihre Tochter lebte in dem neben den Einrichtungen stehenden Hôtel de Nesmond.
Miramion genoss das Vertrauen König Ludwig XIV. und übernahm gegen Ende des Jahrhunderts eine Reihe von Aufgaben für den französischen Staat: Sie war Schatzmeisterin der Königlichen Almosen (Trésorière des aumônes royales). Im Jahr 1692 war sie für die Wiederherstellung der Ordnung in den Häusern Le Refuge und Sainte-Pélagie verantwortlich. Im Jahr 1695 gründete sie mit Unterstützung des Königs die Armenapotheke, also die Zentralapotheke. Und  den Jahren der Hungersnot (1694–1695) widmete sie ihre Energie der Bekämpfung von Hunger und Epidemien, regte die Hilfstätigkeit der Behörden an und unterstützte das Hôpital général finanziell.
Als Miramion im März 1696 starb, nahm eine große Menschenmenge Abschied von ihr. Saint-Simon widmete ihr einen Nachruf:

« C’était une femme d’un grand sens et d’une grande douceur, qui de sa tête et de sa bourse eut part à plusieurs établissements très utiles dans Paris ; et elle donna la perfection à celui de la communauté de Sainte-Geneviève, sur le quai de la Tournelle, où elle se retira, et qu’elle conduisit avec grande édification, et qui est si utile à l’éducation de tant de jeunes filles et à la retraite de tant d’autres filles et veuves. Le roi eut toujours une grande considération pour elle, dont son humilité ne se servait qu’avec grande réserve et pour le bien des autres, ainsi que de celle que lui témoignèrent toute sa vie les ministres, les supérieurs ecclésiastiques et les magistrats publics »

„Sie war eine Frau von großem Verstand und Sanftmut, die mit ihrem Kopf und ihrem Geldbeutel an mehreren sehr nützlichen Einrichtungen in Paris teilnahm; und sie gab derjenigen der Gemeinschaft von Sainte-Geneviève am Quai de la Tournelle, in die sie sich zurückzog und die sie mit großer Erbauung leitete, und die so nützlich für die Erziehung so vieler junger Mädchen und die Zurückgezogenheit so vieler anderer Mädchen und Witwen ist, Vollkommenheit. Der König hatte stets große Achtung vor ihr, deren Bescheidenheit nur mit großer Zurückhaltung und zum Wohle anderer eingesetzt wurde, ebenso wie die, die ihr die Minister, kirchlichen Oberen und öffentlichen Magistrate zeitlebens entgegenbrachten“

## Nachleben
Ihre Gemeinschaft, die nach ihrem Tod Miramiones genannt wurde, überlebte bis zu französischen Revolution. Im Andenken an Miramion als große Wohltäterin wurde sie 1806 Jeanne-Claude Jacoulet in Besançon als Soeurs de la Ste-Famille („Schwestern von der Heiligen Familie“) mit mehreren Kongregationen neugegründet.
Judy Chicago widmete Miramion eine Inschrift auf den dreieckigen Bodenfliesen des Heritage Floor ihrer 1974 bis 1979 entstandenen Installation The Dinner Party. Die mit dem Namen Marie de Miramion beschrifteten Porzellanfliesen sind dem Platz mit dem Gedeck für Anna Maria von Schürmann zugeordnet.